# Elusates
Els elusates (en llatí: elusates) eren un poble aquità sotmès per Crassus, legat de Juli Cèsar, l'any 56 aC.
Segons Plini el Vell, vivien entre els ausques i els sotiates. La seva capital, Elusa o Civitas Elusa es menciona a l'Itinerari d'Antoní, que la situa a la via entre Bordeus (Burdigala) i Narbona (Narbo) que és l'actual Euase al Gers. El lloc exacte de la ciutat es diu actualment Civitat. Era una de les principals ciutats de la Novempopulània i la Notitia Imperi la fa la capital provincial amb el nom de Civitas Elusatium.